# Maria Maddalena nella grotta
Maria Maddalena nella grotta (in francese: Marie Madeleine dans la grotte; in russo Мария Магдалина в гроте?, Marija Madgalina v grote) è un dipinto del pittore francese Jules Joseph Lefebvre, realizzato nel 1876 e oggi conservato al museo dell'Ermitage di San Pietroburgo.

## Storia

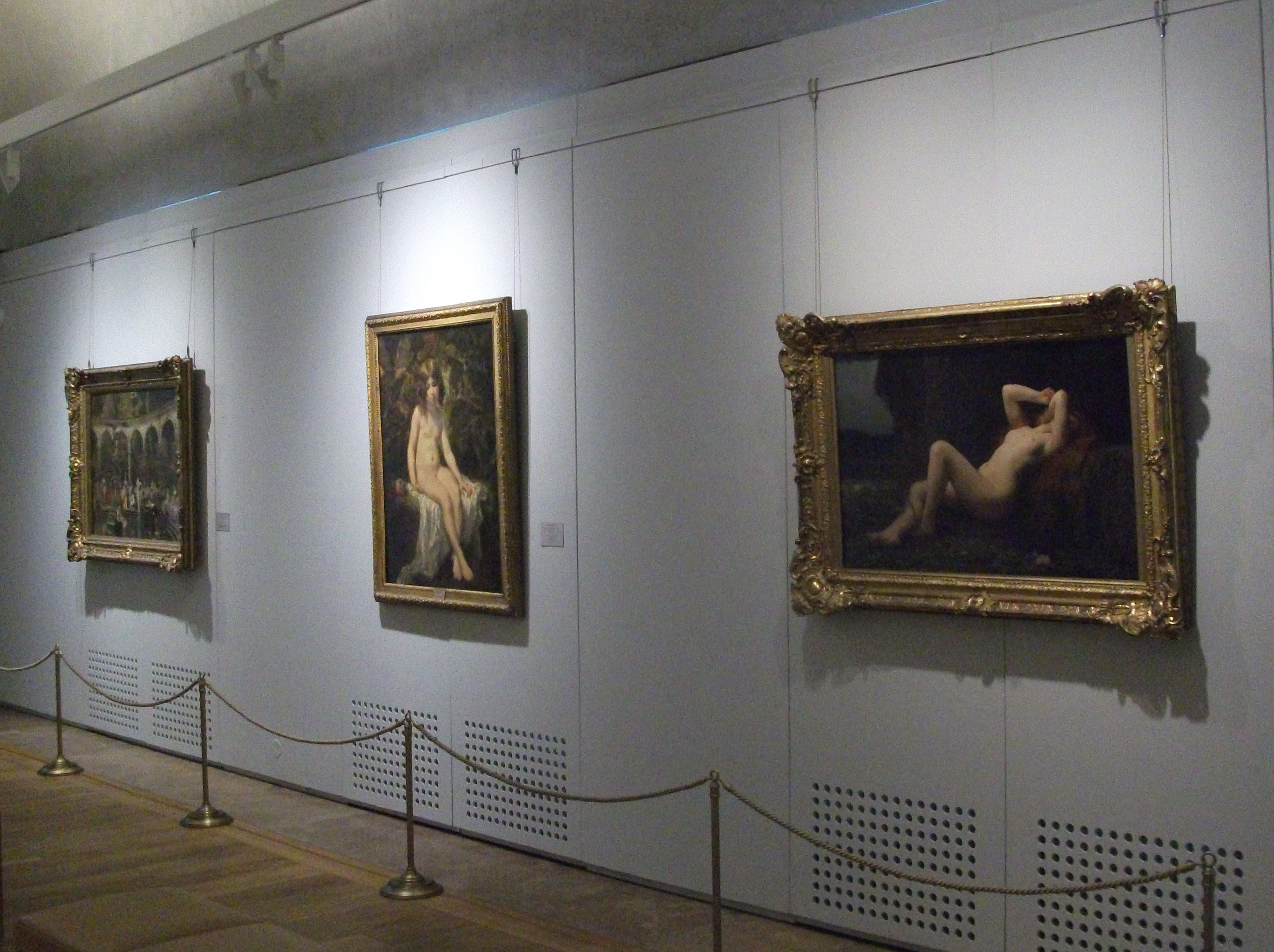
Il dipinto esposto al museo dell'Ermitage.

Il quadro venne dipinto nel 1876 e venne esposto al Salon di Parigi di quell'anno, dove fu acquistato da Alexandre Dumas figlio. Poco dopo la morte di Dumas, nel 1895, il dipinto venne inviato a San Pietroburgo per una mostra sugli artisti francesi a favore della Croce Rossa. Lì venne acquistato nel novembre del 1896 dallo zar Nicola II per 8400 rubli e venne collocato nelle stanze personali del sovrano nel Palazzo d'Inverno.
Il quadro entrò a far parte delle collezioni dell'Ermitage nel 1920. Nel catalogo del museo pietroburghese del 1958, per ragioni sconosciute il dipinto viene citato come Ninfa sdraiata (in cirillico: Лежащая нимфа?, traslitterato: Ležaščaja nimfa).

## Descrizione
(Alain Montandon,  Marie-Madeleine figure mythique dans la littérature et les arts)
Il dipinto raffigura Santa Maria Maddalena, la discepola di Gesù, all'entrata di una grotta. La santa è raffigurata con i capelli rossi e completamente nuda, mentre si copre il viso con un braccio. Maria Maddalena è sdraiata presso la riva di un fiume e appoggia la testa su un macigno.
La tela illustra un episodio tratto dai testi apocrifi paleocristiani e dalla Leggenda Aurea di Jacopo da Varazze: secondo questi testi, dopo la morte e resurrezione di Cristo, Maria Maddalena partì alla volta della Gallia per divulgare il messaggio di Gesù, nei pressi della foce del Rodano, dove oggi sorge la città di Saintes-Maries-de-la-Mer. Qui Maria Maddalena si ritirò in solitudine e passò gli ultimi anni della sua vita a piangere i suoi peccati, abbandonandosi all'ascetismo.
Lo storico dell'arte russo Alʹbert Grigorʹevič Kostenevič in un suo saggio sulla pittura francese del XIX e del primo XX secolo, parlando del Salon, osserva come il quadro, che raffigura un nudo femminile, sia stato realizzato in un periodo nel quale questo genere di dipinti era molto presente al Salon di Parigi. Il dipinto infatti ha un lato abbastanza erotico e guardonistico per essere un dipinto di arte religiosa.